# Apache PDFBox
Az Apache PDFBox egy nyílt forráskódú teljesen Javaban írt könyvtár, amely segítségével létre lehet hozni, renderelni, nyomtatni, szétvágni, összeolvasztani, megváltoztatni és szöveget és metaadatokat lehet kinyerni PDF fájlokból.
Az Open Hub több mint 4 000 véglegesítési számot (commit-ot) (az Apache projektként való indulás óta) jelentett, amelyet 17 közreműködő több mint 120 000 sor kódsora reprezentált. A PDFBox jól kialakított érett kódbázis, melyet egy átlagos méretű fejlesztő csoport tart karban évenként növekvő véglegesítési számmal. A COCOMO modellt használva ez 33 emberév erőfeszítésnek felel meg.

## Felépítése
Az Apache PDFBox a következő komponensekből áll:
- PDFBox: fő rész
- FontBox: font információkat kezel
- JempBox: kezeli az XMP metaadatokat
- Preflight (opcionális): ellenőrzi a PDF fájlokat, hogy megfelelnek-e a PDF/A-1b-nek.

## Története
A PDFBox-ot 2002-ben indította a SourceForge-on Ben Litchfield, aki a PDF fájlokból akart kinyerni szöveget a Lucene számára. 2008-ban vált az Apache Incubator részéve, és 2009 vált felső szintű Apache projektté.
A Preflight-et eredetileg PaDaF néven az Atos worldline fejlesztette ki. 2011-ben a projektnek adományozták.
2015 februárjában az Apache PDFBox létrehozota a PDF Association egy nyílt forráskódú partner szervezetét.

## Fordítás
Ez a szócikk részben vagy egészben  az   Apache PDFBox című angol Wikipédia-szócikk ezen változatának fordításán alapul.  Az eredeti cikk szerkesztőit annak laptörténete sorolja fel. Ez a jelzés csupán a megfogalmazás eredetét és a szerzői jogokat jelzi, nem szolgál a cikkben szereplő információk forrásmegjelöléseként.